# Fraisans
Fraisans ist eine französische Gemeinde mit 1170 Einwohnern (Stand 1. Januar 2022) im Département Jura in der Region Bourgogne-Franche-Comté. Sie gehört zum Arrondissement Dole und zum Kanton Mont-sous-Vaudrey. Die Bewohner nennen sich die Fraisanois oder Fraisanoise.

## Geografie
Durch das Gemeindegebiet von Fraisans fließt der Doubs, im Norden tangiert der eine Flussschlinge abkürzende Rhein-Rhône-Kanal die Gemeindegemarkung. Fraisans grenzt im Norden an Dampierre, im Nordosten an Évans und Salans, im Osten an Courtefontaine, im Süden an Chissey-sur-Loue, im Westen an Plumont sowie im Nordwesten an Rans und Ranchot.

## Bevölkerungsentwicklung
| Jahr                       | 1962 | 1968 | 1975 | 1982 | 1990 | 1999 | 2008 | 2018 |
| Einwohner                  | 1056 | 1026 | 1078 | 1108 | 1089 | 1240 | 1218 | 1203 |
| Quellen: Cassini und INSEE |      |      |      |      |      |      |      |      |

## Wirtschaft
Eine frühe Erwähnung des Namens Forges de Fraisans, so die Bezeichnung für die ehemalige örtliche  Schmiede, stammt aus dem Jahr 1365. Die Metallindustrie erfuhr dort im 19. Jahrhundert einen Boom, so dass die Schmiede von Fraisans ausgebaut werden musste. Diese lieferte unter anderem Bestandteile für die Pont Alexandre III und den Eiffelturm, beide in Paris.